# S-Bahn van Keulen
De S-Bahn van Keulen (Duits: S-Bahn Köln) is een S-Bahn-netwerk in en om rond de Duitse stad Keulen. Het bevat vier lijnen, plus lijn S6 van de S-Bahn Rhein-Ruhr. Tot 2008 heette het netwerk "S-Bahn Rhein-Sieg". Alle lijnen rijden op het ca. 3 km lange hoofdtraject tussen Keulen-Hansaring en Keulen-Deutz en steken de Rijn over via de Hohenzollernbrücke naast Köln Hauptbahnhof.
Er zijn op het stadsgebied van Keulen 25 S-Bahn stations, waarvan 3 ondergronds, 7 stations geven aansluitingen aan treinen van de Deutsche Bahn en 8 stations geven aansluitingen aan de Stadtbahn van Keulen (metro of tram). In totaal omvat het netwerk 65 S-Bahn-stations.
Om een verschil te maken met de lijnen uit het Ruhrgebied beginnen de lijnnummers in en om Keulen allemaal boven de tien (S11, S12, S13...).

## Lijnen
| Serie | Treinsoort                  | Route | Bijzonderheden                                                                                          |
| ----- | --------------------------- | --- | --- |
| S 6   | S-Bahn (DB Regio NRW)       | Köln-Worringen – Köln-Nippes – Köln Hbf – Langenfeld (Rhld) – Düsseldorf-Benrath – Düsseldorf Hbf – Ratingen Ost – Essen Hbf                       | Dienstregeling S6 geldig vanaf 10-12-2023                                                               |
| S 11  | S-Bahn (DB Regio NRW)       | Düsseldorf Luchthaven Terminal – Düsseldorf Hbf – Neuss Hbf – Norf – Nievenheim – Dormagen – Köln Hbf – Bergisch Gladbach                          | Dienstregeling S11 geldig vanaf 10-12-2023                                                              |
| S 12  | S-Bahn (DB Regio NRW)       | Horrem – Köln-Ehrenfeld – Köln Hbf – Porz-Wahn – Troisdorf – Siegburg/Bonn – Hennef (Sieg) – Eitorf – Au (Sieg)                                    | Dienstregeling S12 geldig vanaf 10-12-2023                                                              |
| S 19  | S-Bahn (DB Regio NRW)       | (Aachen Hbf – ) Düren – Horrem – Köln-Ehrenfeld – Köln Hbf – Köln/Bonn Luchthaven – Troisdorf – Siegburg/Bonn – Hennef (Sieg) – Eitorf – Au (Sieg) | Rijdt alleen twee keer per nacht tussen Aachen Hbf en Düren. Dienstregeling S19 geldig vanaf 10-12-2023 |
| RB 25 | Regionalbahn (DB Regio NRW) | Köln Hansaring – Köln Hbf – Rösrath – Overath – Dieringhausen – Gummersbach – Meinerzhagen – Brügge (Westf) – Lüdenscheid                          | Oberbergische Bahn Köln-Engelskirchen 2x per uur, 1x per uur van/naar Lüdenscheid                       |

## Geschiedenis
In 1868 werd de spoorlijn Köln-Mülheim - Bergisch Gladbach geopend, welke meer dan honderd jaar later het hoofdtraject werd voor de eerste S-Bahn lijn van Keulen: S11.

In 1975 werd de eerste lijn geopend (S11) van Bergisch Gladbach tot Keulen-Chorweiler. In het ondergrondse station Köln-Chorweiler werd een gemeenschappelijk station gebouwd met de Metro van Keulen. S-Bahn en U-Bahn (metro) stoppen daar op hetzelfde perron (wel op verschillende sporen).

In 1977 werd deze lijn verlengd van Chorweiler tot Keulen-Worringen.

In 1984 kwam de lijn naar Gummersbach erbij, die vanwege haar ontbrekende elektrificatie nog geen S-Bahn kwalificatie heeft, maar wel bij het S-Bahn net geteld wordt, in de toekomst als lijn S15.

In 1990 werd het Station Köln Hansaring geopend, waarmee binnen het centrum van Keulen een derde overstapmogelijkheid naar de metro aangeboden wordt. Dit werd nodig omdat de S-Bahn-perrons van Köln Hbf vooral in de spitsuren te druk waren.

In 1992 kwam er een tweede lijn bij: S12 via Troisdorf en Hennef naar Au. In dit jaar werd ook de S6 uit het Ruhrgebied verlengd tot Keulen.

In 2002 kwam de lijn S13 erbij van Düren via Keulen-Ehrenfeld en Köln Hbf naar Keulen-Deutz.

In 2003 werd de "City Bahn" S15 verlengd van Gummersbach naar Marienheide.

In 2004 werd de Luchthaven Keulen aangesloten door een nieuwe tunnel als verlenging van S13.

In 2005 tijdens de Wereldjongerendagen in Keulen werd voor het eerst op perrons de naam "S-Bahn Köln" gebruikt, sinds 2008 is dat de officiële naam voor het netwerk.

In 2014 ruilden S12 en S13 hun westelijke trajecten, waardoor meer mensen ten westen van Keulen een directe verbinding hebben met de Luchthaven Keulen. Tot die tijd reed S13 min of meer als luchthavenshuttleverkeer (pendeldienst) van de stad naar de luchthaven.
 Ter versterking rijdt sindsdien ook in de spitsuren een lijn S19 op het traject van S13, die in het oosten verder rijdt op het traject van S12.

In 2013 werd RB 25, voorheen "City Bahn" en toekomstige S14 /S15 verlengd van Marienheide naar Meinerzhagen.

In 2015 werden de 1e klassecoupés opgeheven. Deze waren een overblijfsel uit de tijd in die de S-Bahn als "echte trein" reed, maar deze zijn overbodig voor stads- en forenzenvervoer.

In 2017 werd de RB 25, voorheen "City Bahn" en toekomstige S14 /S15 met ruim 20 km verlengd van Meinerzhagen naar Lüdenscheid.

## Toekomst
Er zijn plannen om het net te verbeteren en uit te breiden.  De meest recente plannen zijn het Nahverkehrsplan NVR 2016:

### Westring Keulen
Het cruciale punt van de plannen is de aanleg van de westring, die vanuit Köln Hbf via Hansaring in een halve cirkel de binnenstad omsluit en daarbij gebruik maakt van de bestaande treinstations Köln West en Köln Süd (universiteit). Hiervoor moeten enkel twee extra sporen en perrons worden aangelegd op een bestaand traject, maar uiteindelijk blijkt dit project nogal duur vanwege het groot aantal straatbruggen die verbreedt of nieuw gebouwd moeten worden. Ook zullen de bestaande rails moeten worden verplaatst, terwijl het drukke spoorverkeer blijft rijden.
Vanaf Köln Süd zal een nieuwe lijn (S15) op het bestaande spoor richting Eifel naar Euskirchen rijden en daarbij via een nieuw station aansluiting geven op lijn 18 van de Stadtbahn van Keulen (metro/sneltram) 
Een nieuwe lijn (S16) zal via de zuidelijke Südbrücke naar de luchthaven rijden een daarbij het nieuwbouwgebied rond de haven van Köln-Deutz ansluiten. Een nieuwe lijn (S17) zal via Hürth en Brühl op het bestaande spoor verder rijden tot Bonn-Mehlem.

- Köln Hbf (bestaand), aansluiting op alle andere S-Bahn lijnen, lijnen 5, 16 en 18 van de U-Bahn
- Köln Hansaring (bestaand) aansluiting op alle andere S-Bahn lijnen, lijnen 12 en 15 van de U-Bahn
- Köln Mediapark (nieuwbouw)
- Köln West (bestaand), aansluiting op lijnen 3, 4 en 5 van de U-Bahn
- Köln Aachener Straße (nieuwbouw), aansluiting op tram 1
- Köln Süd (bestaand), aansluiting op tram 9 en 18

- S16 Köln Bonner Wall (nieuwbouw), aansluiting op lijnen 5, 16 en 17 van de U-Bahn
- S16 Köln Deutzer Hafen (nieuwbouw), aansluiting op tram 7

- S15 en S17 Köln Weißhausstraße (nieuwbouw)
- S15 en S17 Köln Klettenberg (nieuwbouw), aansluiting op tram 13

### Lijnnet gepland
- S6 (Rhein-Ruhr) vanaf Köln Hbf via Köln-Ehrenfeld naar Pulheim en later ook naar Rommerskirchen en Mönchengladbach
- S11 op het gehele stadsgebied en tot Bergisch Gladbach elke 10 min i.p.v. elke 20 min, hiervoor uitbreiding op twee sporen nodig tussen Köln-Mülheim en Bergisch Gladbach
- S12 vanaf Köln-Ehrenfeld verder naar Bedburg via Horrem
- S13 vanaf Troisdorf verder tot Bonn-Oberkassel
- S15 Kall - Euskirchen - Erftstadt - Hürth (met aansluiting op metrolijn 18) - Köln Westring - Köln Hansaring - Köln Hbf - Köln-Deutz - Overath - Gummersbach - Meinerzhagen - Lüdenscheid
- S16 Hennef - Köln-Flughafen - Südbrücke - Köln Südstadt (met aansluiting op metrolijn 16) - Köln Westring - Leverkusen Rheindorf
- S17 Bonn-Mehlem - Bonn Hbf - Brühl - Hürth - Köln Westring - Köln-Deutz
- S18 is optioneel gepland via een nieuwe Rijnbrug bij de zuidelijke haven Köln-Godorf naar de luchthaven zal rijden.
- S19 op bestaand traject gedurende de hele dag (rijdt nu slechts in de spitsuren)

### Nieuwe stations gepland
De nieuwe S-Bahn-lijnen zullen gebruikmaken van op het traject liggende bestaande treinstations. Geplande nieuwe stations zijn de volgende.
- Binnen de stad: Köln Aachener Straße, Köln-Berliner Straße, Köln-Bocklemünd, Köln-Bonner Wall, Köln-Deutzer Hafen, Köln-Kalk West, Köln-Klettenberg, Köln-Mediapark, Köln-Weißhausstraße.
- Buiten de stad: o.a. Bonn-Ramersdorf, Bonn-Villich, Hürth-Fischenich, Overath-Vilkenrath, Niederkassel, Wesseling-Süd.